# 石門戰鬥
石門戰鬥發生於1929年9月26日，地點則是在中國湘南一帶，是國民革命軍內部所發生的內戰戰鬥之一。石門戰鬥的交戰雙方，一方為湘軍李韞珩部，另一方為張發奎部部。